# Thymus bulgaricus
Thymus bulgaricus là một loài thực vật có hoa trong họ Hoa môi. Loài này được (Domin & Podp.) Ronniger miêu tả khoa học đầu tiên năm 1930.